# Hans Konrad Mosis
Hans Konrad Mosis (* 11. Dezember 1645 in Basel; † 28. September 1691 ebenda) arbeitete wie sein Vater als Barbier und Chirurg. 
In den politischen Unruhen von 1691, dem sogenannten 1691er-Wesen, gehörte er zu den Anführern einer oppositionellen Bewegung, die vorübergehend eine Säuberung des oligarchischen Regimes und eine Verfassungsrevision erreichte. Nach der Spaltung der Bewegung und ihrer anschliessenden Niederschlagung wurde Mosis mit seinem Schwager Johannes Fatio und Johannes Müller zum Tode verurteilt und auf dem Marktplatz enthauptet.